# Calamagrostis pusilla
Calamagrostis pusilla är en gräsart som beskrevs av John Raymond Reeder. Calamagrostis pusilla ingår i släktet rör, och familjen gräs. Inga underarter finns listade i Catalogue of Life.